# Schlanke Karde

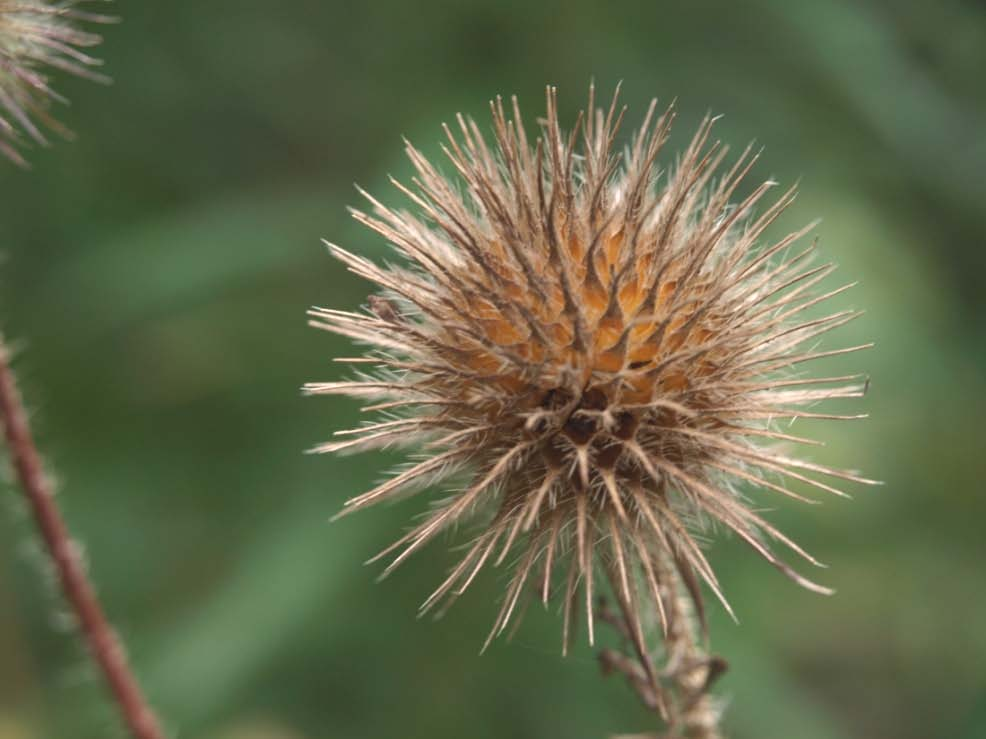
Fruchtstand bzw. Fruchtverband von Dipsacus strigosus

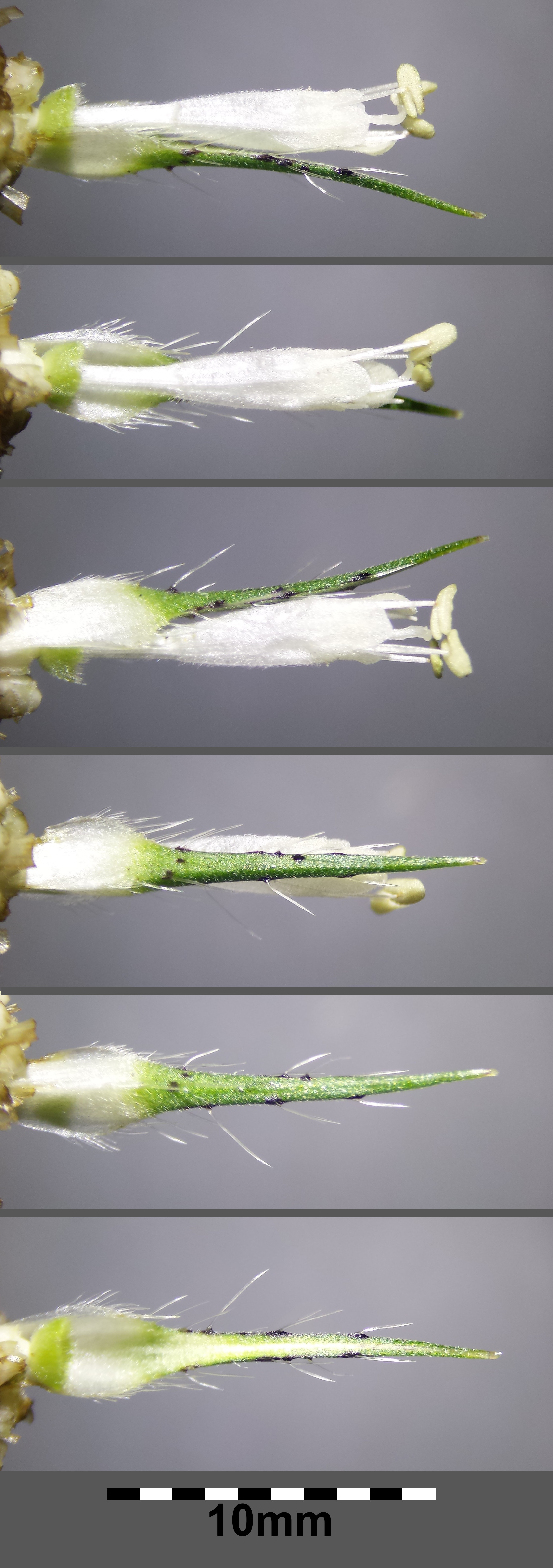
Einzelblüte mit einem die Blüte überragenden Deckblatt

Die Schlanke Karde (Dipsacus strigosus) ist eine Pflanzenart aus der Gattung der Karden (Dipsacus) in der Unterfamilie der Kardengewächse (Dipsacoideae).

## Beschreibung
Die Schlanke Karde ist eine zweijährige Pflanze, die Wuchshöhen von 80 bis 200(–250) Zentimeter erreicht. Der Stängel ist zerstreut kurzstachelig. Die Stängelblätter sind gestielt, nicht verwachsen, ungeteilt oder am Grund mit zwei Fiederblättchen.
Die blassgelb gefärbten Blüten sind in einem kugeligen, kopfigen Blütenstand angeordnet. Die abgeblühten Blütenköpfe besitzen einen Durchmesser von (25–)30–45 mm. Die Staubbeutel sind blassgelb bis grünlich gefärbt. Zwischen den zwittrigen, vierzähligen Einzelblüten der Blütenköpfe befinden sich 14–20 mm lange Deckblätter (Spreublätter), welche die Einzelblüten überragen. Die Deckblätter besitzen einen elliptischen Grund, der sich allmählich in die meist längere grannenartige Spitze verschmälert. Sie sind nur auf dem Rücken und nicht an der Spitze bewimpert.
Die Blütezeit reicht von Juli bis August. Die vielen Achänen mit beständigem Deckblatt stehen in einem Fruchtverband zusammen.
Die Chromosomenzahl beträgt 2n = 18.

## Ähnliche Arten
Die Schlanke Karde ähnelt der einheimischen Behaarten Karde. Eine Unterscheidung der beiden Arten ist u. a. durch die unterschiedliche Färbung der Staubbeutel und durch die Unterschiede der Deckblätter hinsichtlich ihrer Länge gegenüber den Blüten und hinsichtlich der Unterschiede ihrer Form und der unterschiedlichen Verteilung ihrer Bewimperung möglich.

## Vorkommen
Das Verbreitungsgebiet der Schlanken Karde umfasst Aserbaidschan, Armenien, Großbritannien, Tschechien, Dänemark mit Bornholm, Finnland, Deutschland, Georgien, Republik Moldau, Polen, Russland, Nord- und Süd-Kaukasus, Rumänien, Slowenien, Schweden, Türkei, Ukraine, Krim.
In Deutschland ist die Schlanke Karde ein Neophyt.
Die Schlanke Karde kommt an Wegen, Schuttstellen, Böschungen oder Gebüschrändern auf frischen, nährstoffreichen Böden vor.

## Taxonomie
Dipsacus strigosus Willd. ex Roem. & Schult. hat auch das Synonym Virga strigosa (Willd. ex Roem. & Schult.) Holub.

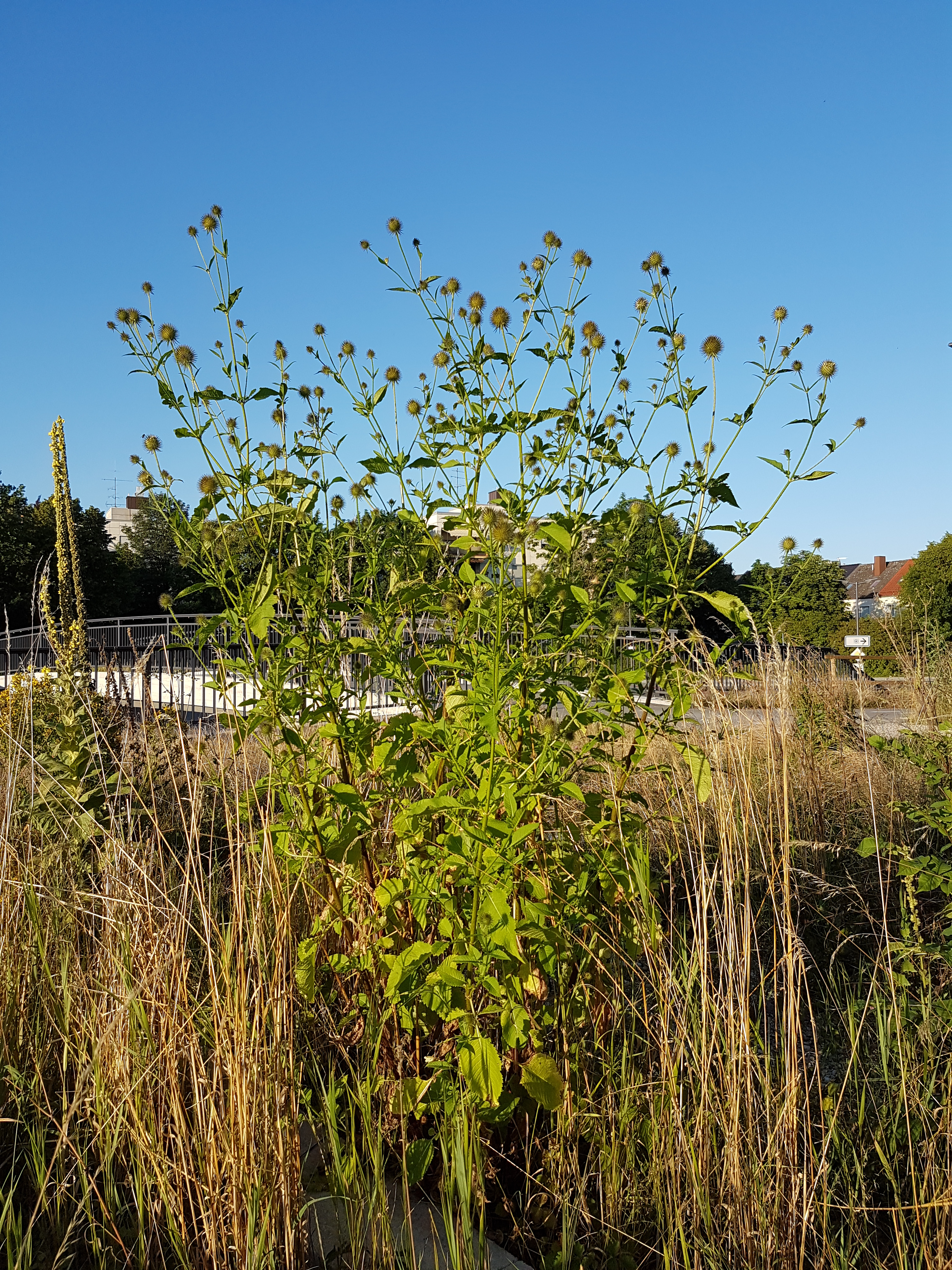
Habitus
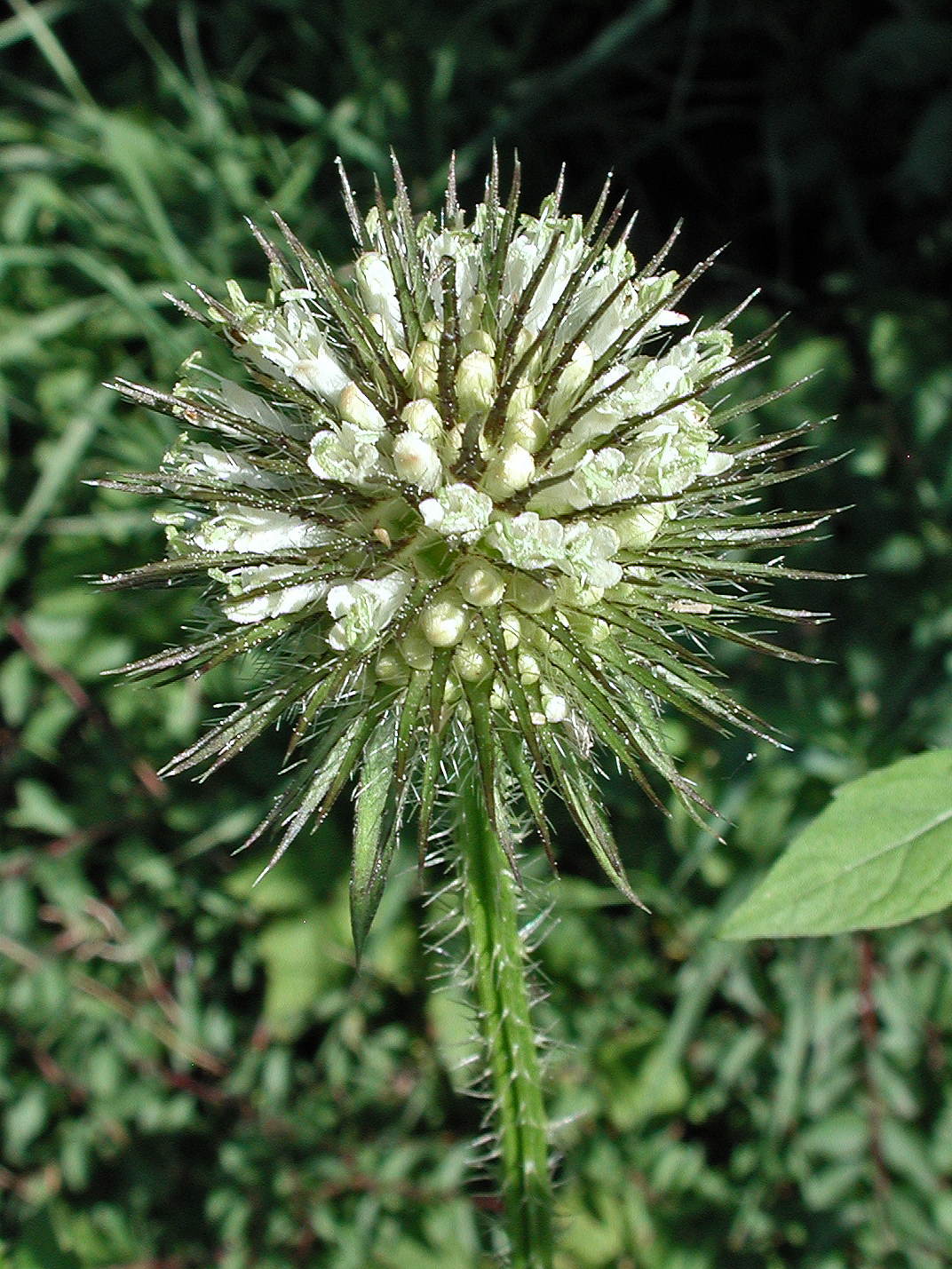
Blütenstand
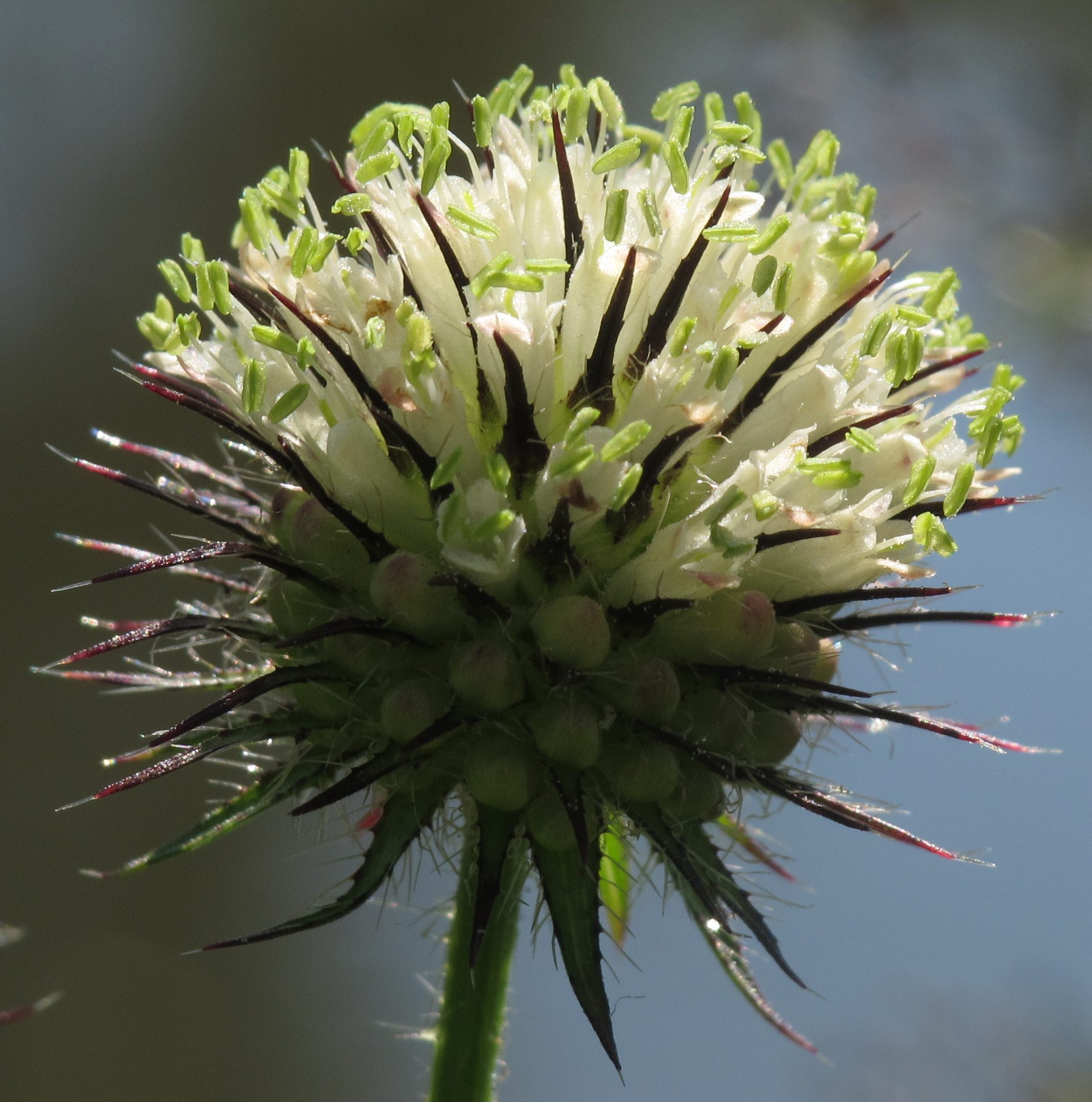
Blütenstand
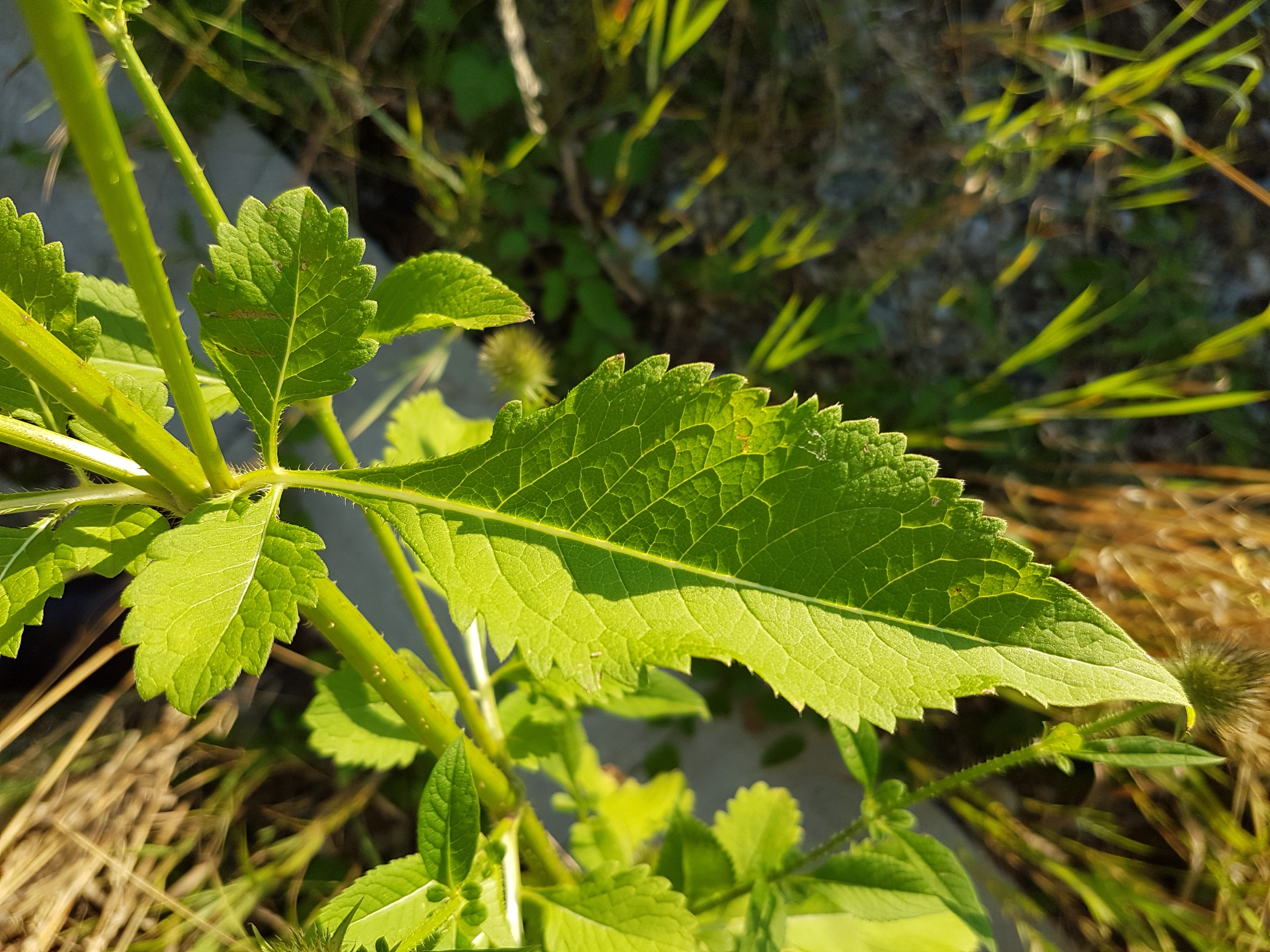
Blatt